# Alfonso Pérez (bokser)
Alfonso Pérez (ur. 16 stycznia 1949 w Cartagenie del Chair) – bokser walczący w kategorii lekkiej. W 1971 roku w Cali na igrzyskach panamerykańskich zdobył srebrny medal. W 1972 roku letnich igrzysk olimpijskich w Monachium zdobył brązowy medal. 

## Kariera zawodowa
W 1973 roku został bokserem zawodowym. Bilans jego walk to 27 zwycięstw, 10 porażek i 3 remisy. W 1981 roku zakończył sportową karierę.